# Guvernementet Lublin
Guvernementet Lublin var ett guvernement i ryska Polen, 1837–1917, med Lublin som huvudstad.
Det var i väster genom Weichsel skilt från guvernementet Radom, i öster genom Bug från Volynien samt i söder gränsande till Galizien.
Landet var en högslätt, som sluttar mot norr och vattnades av Weichsel, Bug, Wieprz, San och flera mindre floder, samt i allmänhet mycket bördigt.
År 1897 hade guvernementet 1 165 122 invånare, varav omkring 63 procent var katoliker (polacker), 20 procent grekisk-ortodoxa (ukrainare), 14 procent judar och 3 procent protestanter.